# Zale obsita
Zale obsita är en fjärilsart som beskrevs av Achille Guenée 1852. Zale obsita ingår i släktet Zale och familjen nattflyn. Inga underarter finns listade i Catalogue of Life.